# Athyrium wangii
Athyrium wangii är en majbräkenväxtart som beskrevs av Ren-Chang Ching. Athyrium wangii ingår i släktet Athyrium och familjen Athyriaceae. Inga underarter finns listade.